# フランチェスコ・ダミアニ
フランチェスコ・ダミアニ（Francesco Damiani, 1958年10月4日- ）は、イタリアの元プロボクサー。バニャカヴァッロ出身。元WBO世界ヘビー級王者。

## 来歴
1984年ロサンゼルスオリンピックボクシングスーパーヘビー級に出場し、銀メダルを獲得。
1985年にプロデビューし、アマチュアボクシングで培った確かなボクシング技術と、その強打を武器に24戦24勝と無敗を守った。
1989年5月6日、WBO世界ヘビー級王座決定戦に出場。南アフリカのジョニー・デュープロイを3回KO勝ちを収め王座獲得に成功した。イタリア人としてプリモ・カルネラ以来2人目となる世界ヘビー級王者となった。その後、2度のノンタイトル戦を含めて、1度の防衛に成功。
1991年1月11日、レイ・マーサーに初黒星となる9回TKO負けを喫し2度目の防衛に失敗し王座から陥落した。その後1年試合を離れる。
1992年に復帰すると、王座返り咲きを目指し、元WBA世界ヘビー級王者のグレグ・ペイジも含めた3連勝を飾った。
1993年4月23日、オリバー・マッコール（後にレノックス・ルイスを破り、WBC世界ヘビー級王者となる）に8回TKO負け。この試合を最後に現役を引退した。

## 獲得タイトル
- イタリア・ヘビー級王座
- WBCインターナショナル・ヘビー級王座
- EBU欧州ヘビー級王座
- 初代WBO世界ヘビー級王座（防衛1度）